# Aulactinia veratra
Aulactinia veratra is een zeeanemonensoort uit de familie Actiniidae.
Aulactinia veratra is voor het eerst wetenschappelijk beschreven door Drayton in Dana in 1846.